# Jean Abraham Chrétien Oudemans

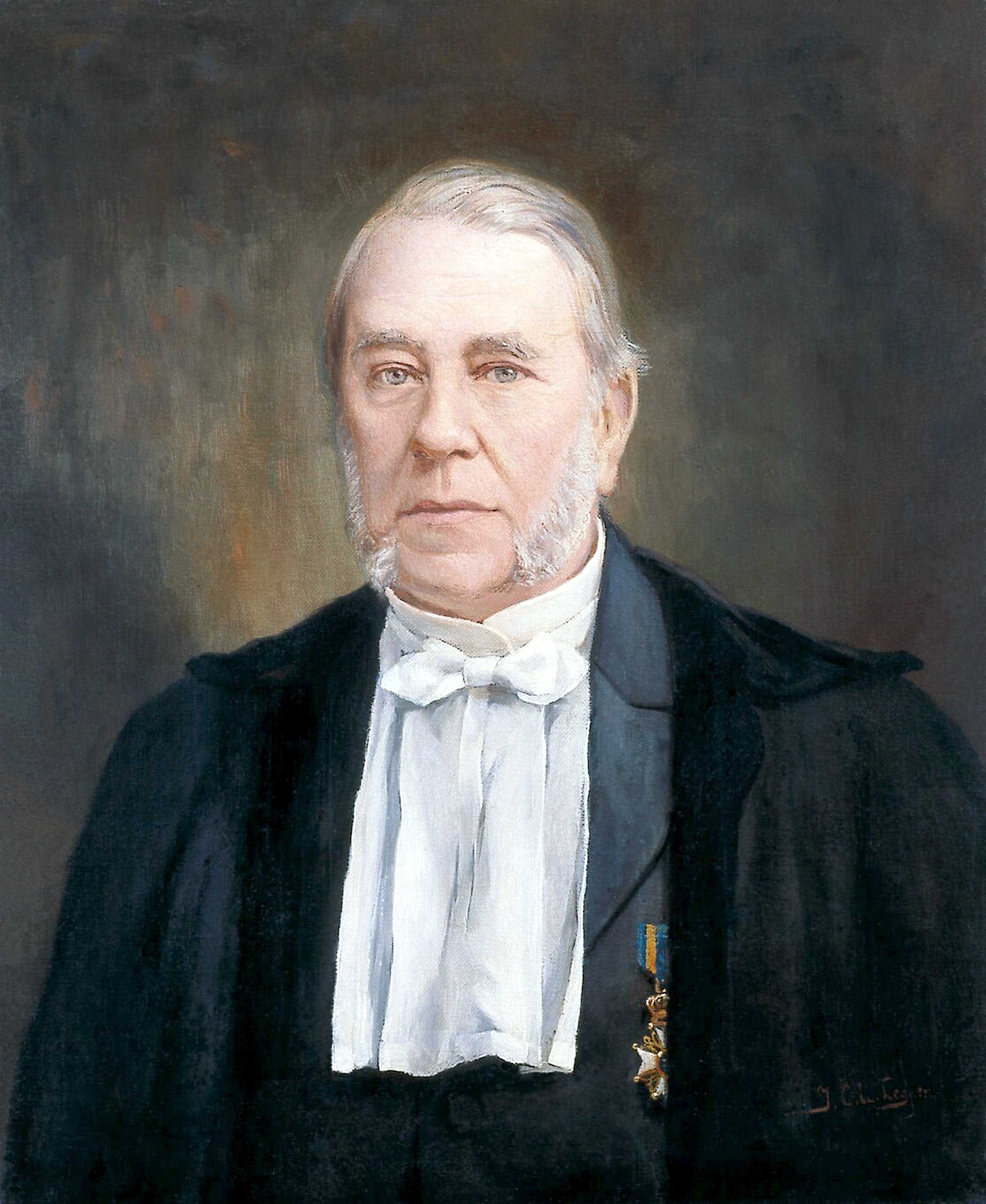
Jean Abraham Chrétien Oudemans (1884)

Jean Abraham Chrétien Oudemans auch: Joannes Abrahamus Christiaan Oudemans (* 16. Dezember 1827 in Amsterdam; † 14. Dezember 1906 in Utrecht) war ein niederländischer Astronom.

## Leben
Oudemans wurde als Sohn des Dichters, Lehrers und Philologen Anthonie Cornelis Oudemans (* 11. Mai 1798 in Dordrecht; † 1. Oktober 1874 in Nijmegen) und dessen am 23. Februar 1825 geehelichten Jacoba Adriana Hammecher (* 14. März 1800 in Rotterdam; † 16. November 1862 in Arnhem). Aus der Ehe der Eltern stammen mehrere Kinder, wobei sein älterer Bruder Corneille Antoine Jean Abraham Oudemans als Botaniker ebenfalls Bedeutung erlangte. Nach anfänglichem Privatunterricht, immatrikulierte sich Oudemans am 14. September 1844 an der Universität Leiden. Hier konzentrierte er sich auf astronomische Forschungen, wobei Frederik Kaiser sein prägender Lehrer wurde, unter welchem er am 2. Oktober 1852 mit der astronomischen Abhandlung Observationes, ope instrumenti transitorii portabilis institutas zum Doktor der der natürlichen Philosophie promovierte. Vom 1. Januar 1847 bis zum 30. September 1853 war er als zweiter Lehrer der Mathematik am Gymnasium in Leiden tätig und wurde am 1. April 1853 Observator an der Sternwarte Leiden. Als solcher publizierte er Beiträge in den wissenschaftlichen Zeitschriften der Astronomischen Nachrichten, den Journalen der Akademie der Wissenschaften und in der Algem. Konst en Letterbode. Später auch im Astronomical Journal und den Monthly Notices der Royals Astronomical Society.
Am 27. April 1856 wurde er als außerordentlicher Professor an die Universität Utrecht berufen. Diese Aufgabe übernahm er am 13. Juni 1856 mit der Einführungsrede Over de jongste vorderingen der sterrenkunde, voornamelijk in de laatste vijfentwintig jaren und wurde zum ersten Mal Direktor des dortigen Observatoriums. Aber seine Forschungsinteressen galten auch der Geographie. 1857 reiste er als Hauptingenieur und Chef des geographischen Dienstes nach Niederländisch-Indien, wo er 18 Jahre lang arbeitete und umfangreiche geodätische Operationen leitete. Er veröffentlichte seine Arbeiten über die Triangulation der Insel Java in sechs Bänden. Am 9. Dezember 1874, unter erschwerten Wetterbedingungen, beobachteten er und seine Expeditionsmitglieder von der Insel Réunion aus den Venustransit. Ab dem 20. Januar 1876 bis zu seiner Pensionierung am 20. September 1898 war er erneut Professor der Astronomie und Direktor des Observatoriums an der Universität Utrecht. 1889 veröffentlichte er eine Sternenkarte. 1889/90 amtierte er als Rektor der Universität. Außer einer Reihe von geodätischen u. astronomischen Abhandlungen veröffentlichte er die 4. Auflage von Kaisers populärem Werk De Sterrenhemel (Deventer 1884–88). Oudemans wurde am 6. April 1855 Mitglied der königlich niederländischen Akademie der Wissenschaften in Amsterdam, am 9. November 1883 Mitglied der Royal Astronomical Society und 6. Mai 1901 Mitglied der Académie des sciences in Paris. Er war Ritter des Ordens vom niederländischen Löwen und der Oudemans-Krater auf dem Mars wurde ihm zu Ehren benannt. 1898 trat er in den gesetzlichen Ruhestand, bearbeitete aber bis zu seinem Tod weiterhin astronomische und biographische Themen.

## Familie
Oudemans war zwei Mal verheiratet. Seine erste Ehe schloss er am 13. August 1857 in Leiden mit Pauline Adriana Verdam (* 24. Mai 1837 in Den Haag; † 28. März 1867 in Jakarta), die Tochter des Mathematikprofessors Gideon Jan Verdam und dessen Frau Johanna Frederika Jacoba Hagen (* 22. September 1806 in Alkmaar; † 30. Oktober 1871 in Den Haag). Seine Frau hinterließ ihm sechs Kinder. Seine zweite Ehe ging er am 25. November 1868 in Jatinegara (Java) mit Johanna Petronella Diderica Andriesse (* 6. August 1825 in Ceram (Java); † 16. November 1904 in Utrecht), die Tochter von dem Amtsherren Pieter Jacobus Andriesse (* um 1795; † 6. Mai 1838 in Pekalongan) und dessen erster Frau Catharina Maria Matthia Romswinckel (* um 1807/08 † 5. Januar 1828 in Jakarta), ein. Die Ehe blieb kinderlos.
Von den Kindern kennt man:
- Anthonie Cornelis Oudemans (* 12. November 1858 in Jakarta; † 14. Januar 1943 in Arnhem), Begründer der Kryptozoologie verh. I am 12. Mai 1887 in Zutphen mit Helena Johanna van de Velde (* 22. März 1852 in Zutphen; † 1. Juni 1918 in Arnhem), verh. II. 19. August 1919 in Arnhem mit Aletta Amelia Louise Pilgrim (* 10. Oktober 1869 in Arnhem; † 30. September 1920 in Renkum)
- Gideon Jan Oudemans (* 31. Oktober 1860 in Jakarta; † 9. November 1933 in ’s-Hertogenbosch) verh. 19. April 1894 in Utrecht mit Maria Henriette van Overbeek de Meijer (* 26. Juni 1869 in Utrecht; † 19. Februar 1943 in Barneveld)
- Jacoba Pauline Maria Agatha Oudemans (* 30. Dezember 1862 in Jakarta; † (15. Dezember) 1885 in Funchal (Insel Madeira))
- Anna Frederika Oudmans (* 19. Dezember 1864 in Jakarta; † 28. August 1930 in Bloemendaal)
- Willem Adriaan Oudemans (* 28. Februar 1866 in Jakarta; † 7. März 1900 in Zutphen)
- Sohn N.N. (* 26. März 1867 in Jakarta)

## Werke (Auswahl)
- Mémoire sur l’orbite de la Comète périodique, découverte par M. d’Arrest. 1854
- Zweijährige Beobachtungen der moisten jetzt bekannten veränderlichen Sterne. 1856
- De Sterrenhemel. 4. Aufl. 1884–1888, 2. Bde.
- Ilmoe Alam, of Wereldbeschrijving voor de Inlandsche scholen. 1874–1885, 5. Bde.
- Détermination, à Utrecht, de l’Azimut d’Amersfoort. 1881
- Die Triangulation van Java. 1874–1890

### Nachrufe
- A. A. Nijland: Anzeige des Todes von Jean Abraham Chrétien Oudemans. In: Astronomische Nachrichten. Band 173, 1906, S. 271, bibcode:1906AN....173..271N.
- MNRAS 67(1907) 241